# Parachrysopiella
Parachrysopiella är ett släkte av insekter. Parachrysopiella ingår i familjen guldögonsländor.
Kladogram enligt Catalogue of Life:
| Parachrysopiella | \| \| Parachrysopiella argentina \| \| \| \| \| \| Parachrysopiella pallidicornis \| \| \| \| \| \| Parachrysopiella talquensis \| \| \| \| |
|                  | \| \| Parachrysopiella argentina \| \| \| \| \| \| Parachrysopiella pallidicornis \| \| \| \| \| \| Parachrysopiella talquensis \| \| \| \| |
|                  | Parachrysopiella argentina |
|                  | |
|                  | Parachrysopiella pallidicornis |
|                  | |
|                  | Parachrysopiella talquensis |
|                  | |